# Fábio Vieira (cầu thủ bóng đá, sinh 2000)
Fábio Daniel Ferreira Vieira (phát âm tiếng Bồ Đào Nha: [ˈfaβiu viˈɐjɾɐ]; sinh ngày 30 tháng 5 năm 2000) là một cầu thủ bóng đá chuyên nghiệp người Bồ Đào Nha thi đấu ở vị trí tiền vệ cho câu lạc bộ Arsenal tại Giải bóng đá Ngoại hạng Anh.
Anh bắt đầu sự nghiệp của mình với Porto, nơi anh ấy đã có 76 lần ra sân thi đấu và ghi được 10 bàn thắng, giành được hai danh hiệu Primeira Liga và 2021–22 Taça de Portugal. Vào tháng 7 năm 2022, anh ký hợp đồng với Arsenal.
Vieira đại diện cho Bồ Đào Nha ở cấp độ trẻ. Anh ấy về nhì tại Giải vô địch châu Âu 2021 với đội bóng dưới 21 tuổi, được bầu chọn là cầu thủ xuất sắc nhất giải đấu.

## Sự nghiệp câu lạc bộ

### Porto
Sinh ra ở Santa Maria da Feira, Aveiro District, Vieira đã chơi chín trận với tư cách là Porto của juniors đã vô địch 2018–19 UEFA Youth League, và ghi bàn để mở ra chiến thắng 3–1 trước Chelsea trong trận chung kết ở Nyon vào ngày 29 tháng 4. Vào ngày 24 tháng 10 năm 2018, trong một trận đấu tập thể, anh ấy đã bị đuổi khỏi sân vì hai thẻ vàng trong trận thua 2-1 trước Lokomotiv Moscow.
Vieira có màn ra mắt cấp cao với Porto B vào ngày 24 tháng 2 năm 2019, vào sân ở phút thứ 57 thay thế cho João Mário trong trận thua 0-1 trước Arouca trong LigaPro. Sáu tháng và một ngày sau đó, anh ấy ghi bàn lần đầu tiên với quả phạt đền trong chiến thắng 3–1 trên sân khách trước Farense.
Vieira chơi trận đấu đầu tiên với đội một vào ngày 10 tháng 6 năm 2020, thi đấu 19 phút trong trận thua 1–0 Primeira Liga trên sân nhà trước Marítimo. Một lần nữa vào sân từ băng ghế dự bị, anh ấy đã ghi bàn thắng đầu tiên trong giải đấu vào ngày 5 tháng 7 để giúp đội chủ nhà đánh bại Belenenses SAD 5–0, và có tổng cộng tám lần xuất hiện vào cuối mùa giải dành cho nhà vô địch cuối cùng.
Vào ngày 27 tháng 10 năm 2020, chỉ trong lần thứ hai xuất hiện tại UEFA Champions League, Vieira đã ghi bàn trong chiến thắng 2–0 trước Olympiacos ở vòng bảng sau khi bắt đầu tại Estádio do Dragão. Vào ngày 20 tháng 3 năm 2022, pha lập công ở phút thứ 32 của anh ấy đã quyết định trận derby địa phương tại Boavista. Anh ấy ghi cú đúp đầu tiên ở giải đấu hai tuần sau đó, bàn thắng đầu tiên và thứ hai cho đội của anh ấy trong chiến thắng 3–0 trên sân nhà chiến thắng Santa Clara.
Vieira tìm thấy nhiều khoảng trống hơn trong đội hình chính trong chiến dịch 2021–22, đặc biệt là sau khi gây ấn tượng ở Giải vô địch U21 châu Âu 2021 của UEFA nơi anh được vinh danh là cầu thủ xuất sắc nhất giải đấu , cung cấp hai hat-trick kiến tạo vào lưới Moreirense và Beleneses SAD và tổng cộng 14 bàn thắng – thành tích tốt thứ hai trong giải đấu – và 6 bàn thắng để giúp đội bóng của anh đạt cú đúp quốc nội của giải đấu và Taça de Portugal.
Vieira tìm thấy nhiều khoảng trống hơn trong đội hình chính trong chiến dịch 2021–22, đặc biệt là sau khi gây ấn tượng ở Giải vô địch U21 châu Âu 2021 của UEFA nơi anh được vinh danh là cầu thủ xuất sắc nhất giải đấu , cung cấp hai hat-trick Assists vào lưới Moreirense và Beleneses SAD và tổng cộng 14 bàn thắng – thành tích tốt thứ hai trong giải đấu – và 6 bàn thắng để giúp đội bóng của anh đạt cú đúp quốc nội của giải đấu và Taça de Portugal.

### Arsenal
Vào ngày 17 tháng 6 năm 2022, Porto đã đạt được thỏa thuận với câu lạc bộ Premier League Arsenal về việc chuyển nhượng Vieira với mức phí 35 triệu euro (29,9 triệu bảng) cộng với 5 triệu euro (4,4 triệu bảng) trong tiện ích bổ sung. Bốn ngày sau, a hợp đồng dài hạn đã được thỏa thuận. Bị thương đến, anh ấy ra mắt giải đấu vào ngày 4 tháng 9, thay thế Albert Sambi Lokonga ở phút thứ 74 của hiệp 3 –1 trận thua tại Manchester United. Trận ra quân đầu tiên của anh ấy diễn ra bốn ngày sau đó trong chiến thắng 2-1 trước FC Zürich ở vòng bảng của UEFA Europa League, và anh ấy ghi bàn thắng đầu tiên vào ngày 18 tháng 9 để khép lại chiến thắng 3–0 tại giải quốc nội trước Brentford.

## Sự nghiệp quốc tế
Vieira đã chơi cả năm trận với tư cách Bồ Đào Nha về nhì trước Tây Ban Nha tại Giải vô địch bóng đá U19 châu Âu 2019 của UEFA ở Ác-mê-ni-a. Trong vòng bảng với cùng một đội vào ngày 17 tháng 7, anh ấy đã có được trận hòa 1-1 với quả đá phạt ở Yerevan. Anh ấy và đồng đội Félix Correia có tên trong Đội của Giải đấu.
Vào ngày 14 tháng 11 năm 2019, Vieira đã giành được mũ đầu tiên cho đội bóng dưới 21 tuổi, bị phạt thẻ vàng 0–0 giao hữu trận hòa trên sân nhà với Slovenia. Năm ngày sau, anh ghi một bàn và có một pha kiến tạo trong một trận đấu Chiến thắng 3–2 trước Na Uy ở Giải vô địch bóng đá U21 châu Âu 2021 vòng loại . Anh được bầu chọn là cầu thủ xuất sắc nhất trận chung kết ở Hungary và Slovenia, góp mặt trong cả sáu trận và ghi một bàn cho đội á quân.
Vào tháng 10 năm 2022, Vieira có tên trong đội hình sơ bộ 55 người tham dự Giải vô địch bóng đá thế giới 2022 ở Qatar. Ghi được bảy bàn thắng trong vòng loại, anh ấy đã bỏ lỡ Giải vô địch U21 châu Âu 2023 do chấn thương.

## Thống kê sự nghiệp
Tính đến trận đấu diễn ra vào 6 tháng 8 năm 2023
| Câu lạc bộ          | Mùa giải            | Giải đấu            | Giải đấu | Giải đấu | Cúp quốc gia | Cúp quốc gia | Cúp liên đoàn | Cúp liên đoàn | Châu Âu | Châu Âu | Khác | Khác | Tổng cộng | Tổng cộng |
| Câu lạc bộ          | Mùa giải            | Hạng đấu            | Trận     | Bàn      | Trận         | Bàn          | Trận          | Bàn           | Trận    | Bàn     | Trận | Bàn  | Trận      | Bàn       |
| ------------------- | ------------------- | ------------------- | -------- | -------- | ------------ | ------------ | ------------- | ------------- | ------- | ------- | ---- | ---- | --------- | --------- |
| Porto B             | 2019–20             | LigaPro             | 23       | 7        | —            | —            | —             | —             | —       | —       | —    | —    | 23        | 7         |
| Porto B             | 2020–21             | Liga Portugal 2     | 4        | 2        | —            | —            | —             | —             | —       | —       | —    | —    | 4         | 2         |
| Porto B             | Tổng cộng           | Tổng cộng           | 27       | 9        | —            | —            | —             | —             | —       | —       | —    | —    | 27        | 9         |
| Porto               | 2019–20             | Primeira Liga       | 8        | 2        | —            | —            | —             | —             | —       | —       | —    | —    | 8         | 2         |
| Porto               | 2020–21             | Primeira Liga       | 19       | 0        | 3            | 0            | 1             | 0             | 6       | 1       | —    | —    | 29        | 1         |
| Porto               | 2021–22             | Primeira Liga       | 27       | 6        | 5            | 1            | 2             | 0             | 5       | 0       | —    | —    | 39        | 7         |
| Porto               | Tổng cộng           | Tổng cộng           | 54       | 8        | 8            | 1            | 3             | 0             | 11      | 1       | —    | —    | 76        | 10        |
| Arsenal             | 2022–23             | Premier League      | 22       | 1        | 2            | 0            | 1             | 0             | 8       | 1       | —    | —    | 33        | 2         |
| Arsenal             | 2023–24             | Premier League      | 0        | 0        | 0            | 0            | 0             | 0             | 0       | 0       | 1    | 0    | 1         | 0         |
| Arsenal             | Tổng cộng           | Tổng cộng           | 22       | 1        | 2            | 0            | 1             | 0             | 8       | 1       | 1    | 0    | 34        | 2         |
| Tổng cộng sự nghiệp | Tổng cộng sự nghiệp | Tổng cộng sự nghiệp | 103      | 18       | 10           | 1            | 4             | 0             | 19      | 2       | 1    | 0    | 137       | 21        |

1. ↑  Includes Taça da Liga, EFL Cup
2. ↑  Appearances in UEFA Champions League
3. ↑  Two appearances in UEFA Champions League, three in UEFA Europa League
4. ↑  Appearances in UEFA Europa League
5. ↑  Ra sân tại FA Community Shield

## Danh hiệu
Đội trẻ Porto
- UEFA Youth League: 2018–19[38]

Porto
- Primeira Liga: 2019–20,[39] 2021–22[40]
- Taça de Portugal: 2021–22[41]

Arsenal
- FA Community Shield: 2023[42]